# Chahid

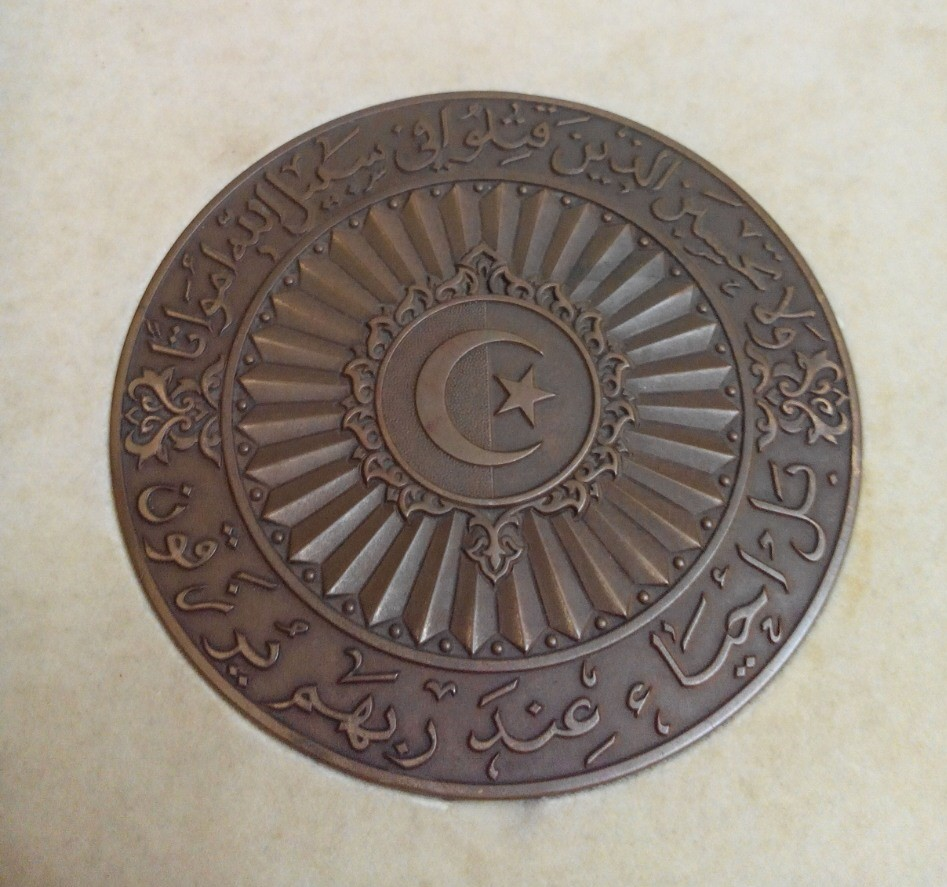
Medaglia data agli chahid con inciso il versetto 169 della terza sura del Corano.

Chahid (in arabo شَهيد ‎?, Shahīd) è, in Algeria, il titolo conferito a chi abbia combattuto durante la guerra d'Algeria nelle file del movimento per l'indipendenza della nazione (mujahid).

## Definizione
Il termine chahid è uno status ufficiale che designa in Algeria qualsiasi persona, membro del Fronte di Liberazione Nazionale (FLN) o dell'Esercito di Liberazione Nazionale (ALN), caduta sul campo d'onore durante la guerra d'Algeria, o morta durante questo periodo a seguito di ferite o malattie, oppure scomparsa o morta in prigione o nei luoghi di detenzione o ancora dopo la sua liberazione a seguito di torture subite; tutte queste persone sono considerate martiri che hanno contribuito alla liberazione dell'Algeria.
Le persone morte durante gli eventi accaduti tra il 5 luglio (proclamazione dell'indipendenza) e il 1º settembre 1962 sono considerate "vittime del dovere" e sono anch'esse considerate chahid.  Questi ultimi sono spesso designati come "simbolo ed orgoglio della Nazione".
Il termine è stato applicato anche alle vittime degli eventi terroristici durante la guerra civile algerina.

## Giornata nazionale
Dal 1991, il 18 febbraio si celebra la "Giornata nazionale dello Chahid" in Algeria, in riferimento al 18 febbraio 1947, data ufficiale della fondazione dell'Organizzazione Speciale (OS), organizzazione politica paramilitare, dipendente al partito nazionalista algerino Movimento per il Trionfo delle Libertà Democratiche (MTLD).

## Lo Chahid nelle arti e nei media

### Cinema
- Cronaca degli anni di brace (وقائع سنين الجمر, Waqa'i' sinine ed-djamr), di Mohammed Lakhdar-Hamina.[5]
- La battaglia di Algeri (معركة الجزائر), di Gillo Pontecorvo è un film italo-algerino distribuito nel 1966.[6]

### Teatro
- I martiri tornano questa settimana (الشهداء يعودون هذا الأسبوع), di Tahar Ouettar, adattato da M'hamed Benguettaf, diretto da Ziani-Chérif Ayad nel 1987.[7]

### Letteratura
- Tahar Djaout, Les Chercheurs d'os (romanzo)", Éditions du Seuil, Parigi, 1984, ISBN 2020067102. Ristampato nella Collezione 'Punti', n. 824, Éditions du Seuil, 2001 ISBN 2020484919.[8][9]
- Tahar Ouettar, Les Martyrs reviennent cette semaine (الشهداء يعودون هذا الأسبوع)", Baghdad, 1974 - Algeri, 1980 - (in arabo).[7]
- Mohamed Cherif Ould El Hocine, Éléments pour la mémoire. Afin que nul n'oublie. Hommage à nos glorieux Chouhada. De l'Organisation Spéciale (OS) 1947 à l'indépendance de l'Algérie le 5 juillet 1962, Casbah, Algeri, 2009, ISBN 9789961648650.[10]

### Articoli di giornale
- Mohammed Gadir, Ritratto del Chahid « il comandante Ferradj », 11/02/2012 : Louedj Mohamed, detto « Comandante Ferradj », nato nel 1934 ad Ain Ghoraba (Tlemcen).[11]